# Jon Hassell
Jon Hassell, född 22 mars 1937, död 26 juni 2021, var en amerikansk trumpetare och kompositör. Han är mest känd för att ha utvecklat den musikaliska "fourth world"-estetiken, där han kombinerade världsmusik med modern elektronisk teknik, och för sitt samarbete med Brian Eno som bygger på estetiken, Fourth World, Vol. 1: Possible Musics.

## Biografi
Jon Hassell föddes i Memphis, Tennessee 22 mars 1937. Han studerade på Eastman School of Music i Rochester, New York och Catholic University i Washington D.C.. Vid denna tid blev han fascinerad av den framväxande elektroniska musiken och samarbetade med minimalismpionjärerna La Monte Young och Terry Riley. Han vann sedermera ett stipendium för att studera med den avantgardistiska kompositören Karlheinz Stockhausen under två års tid i Köln. Bland Hassells klasskamrater fanns Holger Czukay och Irmin Schmidt, som senare skulle grunda krautrockbandet Can.
1972 började Hassell studera klassisk indisk musik tillsammans med Pran Nath. Hassell anpassade Naths sångtekniker för att kunna spelas av en trumpet, och utvecklade sedan ramverken för det han kom att kalla "fourth world" ("fjärde världen"). Hassell själv har beskrivit fourth world som ett "primitivt och futuristiskt sound som kombinerar etnisk världsmusik med avancerad elektronisk teknik". Han har också beskrivit det som "framtidens kaffefärgade klassiska musik".
Hassells debutalbum Vernal Equinox släpptes 1978 på etiketten Lovely Music och anses vara hans första "fourth world"-verk. Albumet följdes upp av det mer jazz-inspirerade Earthquake Island. 1980 släpptes Fourth World, Vol. 1: Possible Musics, ett samarbete med Brian Eno. Pitchfork skrev i en recension från 2014 att skivan blandar minimalism, ambient och jazz, men att den "inte passar bekvämt i någon av dessa genrer". Genom sitt samarbete med Eno kom han att spela på inspelningar av bland annat Talking Heads, David Sylvian och Peter Gabriel.
1989 medverkade han på Tears for Fears skiva The Seeds of Love.
2018 släppte han sitt första album på nio år, Listening to Pictures (Pentimento Volume One), på sitt då nystartade skivbolag Ndeya Records.
Hassell avled 26 juni 2021 av naturliga orsaker vid 84 års ålder.

## Diskografi
- 1978 – Vernal Equinox
- 1978 – Earthquake Island
- 1980 – Fourth World, Vol. 1: Possible Musics tillsammans med Brian Eno
- 1981 – Dream Theory in Malaya: Fourth World Volume Two
- 1983 – Aka/Darbari/Java: Magic Realism
- 1986 – Power Spot
- 1987 – The Surgeon of the Nightsky Restores Dead Things by the Power of Sound (liveinspelningar)
- 1988 – Flash of the Spirit med Farafina
- 1990 – City: Works of Fiction
- 1994 – Dressing for Pleasure
- 1995 – Sulla Strada med I Magazzini
- 1997 – Bluescreen Project: The Vertical Collection (Sketches) med Peter Freeman
- 1999 – Fascinoma
- 2000 – Hollow Bamboo med Ry Cooder, Ronu Majumdar och Abhijit Banerjee
- 2005 – Maarifa Street: Magic Realism Volume Two
- 2009 – Last Night the Moon Came Dropping Its Clothes in the Street
- 2018 – Listening to Pictures
- 2020 – Seeing Through Sound